# Îles Poo
Les îles Poo, (en espagnol islas de Poo)  est le nom donné à un groupe d'îlots et falaises espagnoles situées dans la ville asturienne de Llanes, en Espagne.

## Description
Les toponymes des îlots sont, d'est en ouest : Palo de Poo, Castro de Poo, Castro de la Olla, Castrín de León, Castro Pelau et l'île d'Almenada.
Seule Almenada se distingue par sa taille, avec une petite plage et un terrain en grande partie arbustif. En cas de tempête, les bateaux peuvent s'abriter en mouillant sur un fond sablonneux à trois brasses de profondeur dans la partie sud-est de l'île.
Le Palo de Poo est connu pour sa forme particulière, verticale, haute et étroite, qui ressemble à la poupe d'un navire en train de couler, tandis que d'autres sources décrivent sa forme comme pyramidale et ressemblent à un voilier lorsqu'il est vu de l'est ou de l'ouest. 

## Galerie

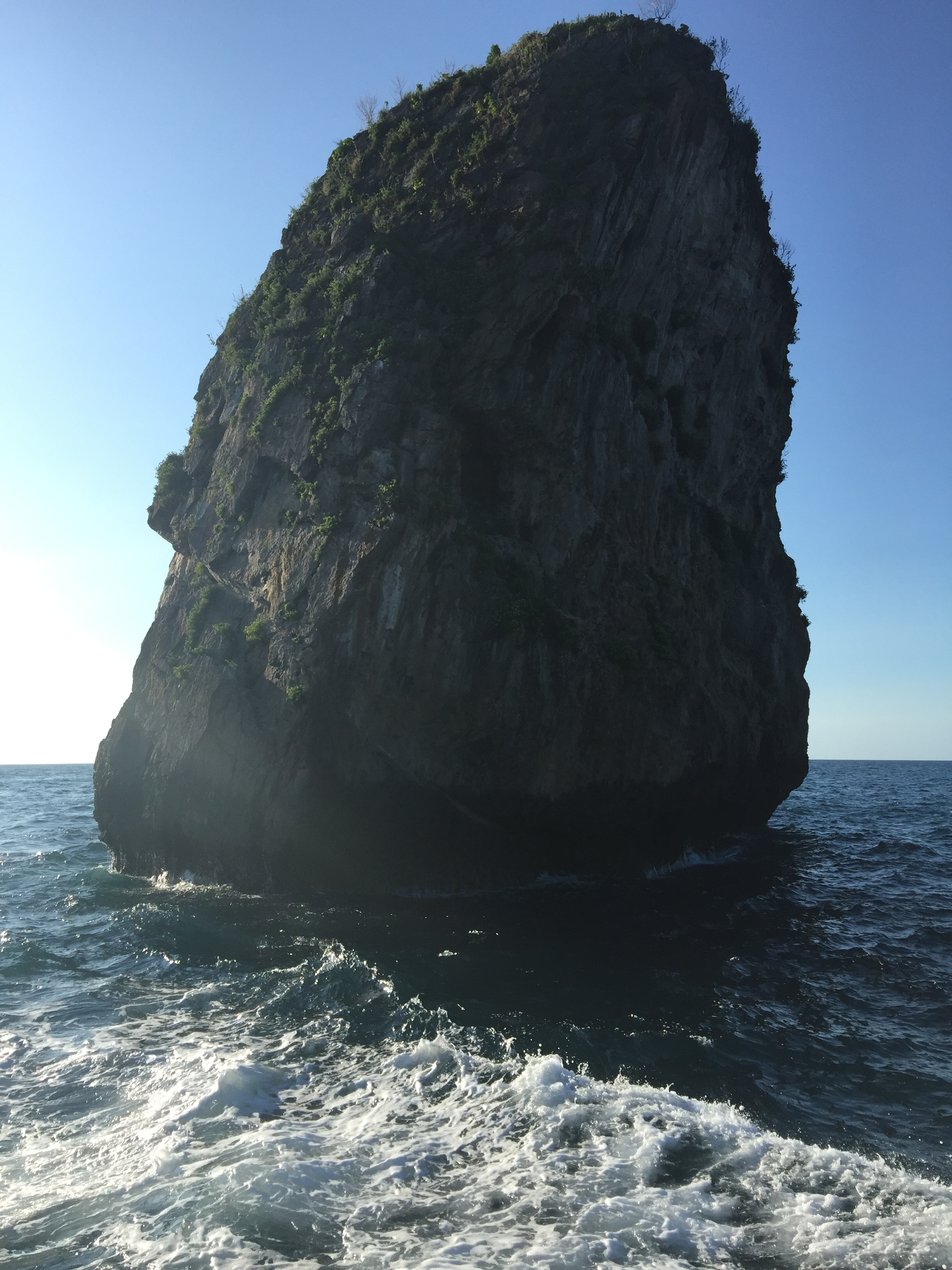
Palo de Poo
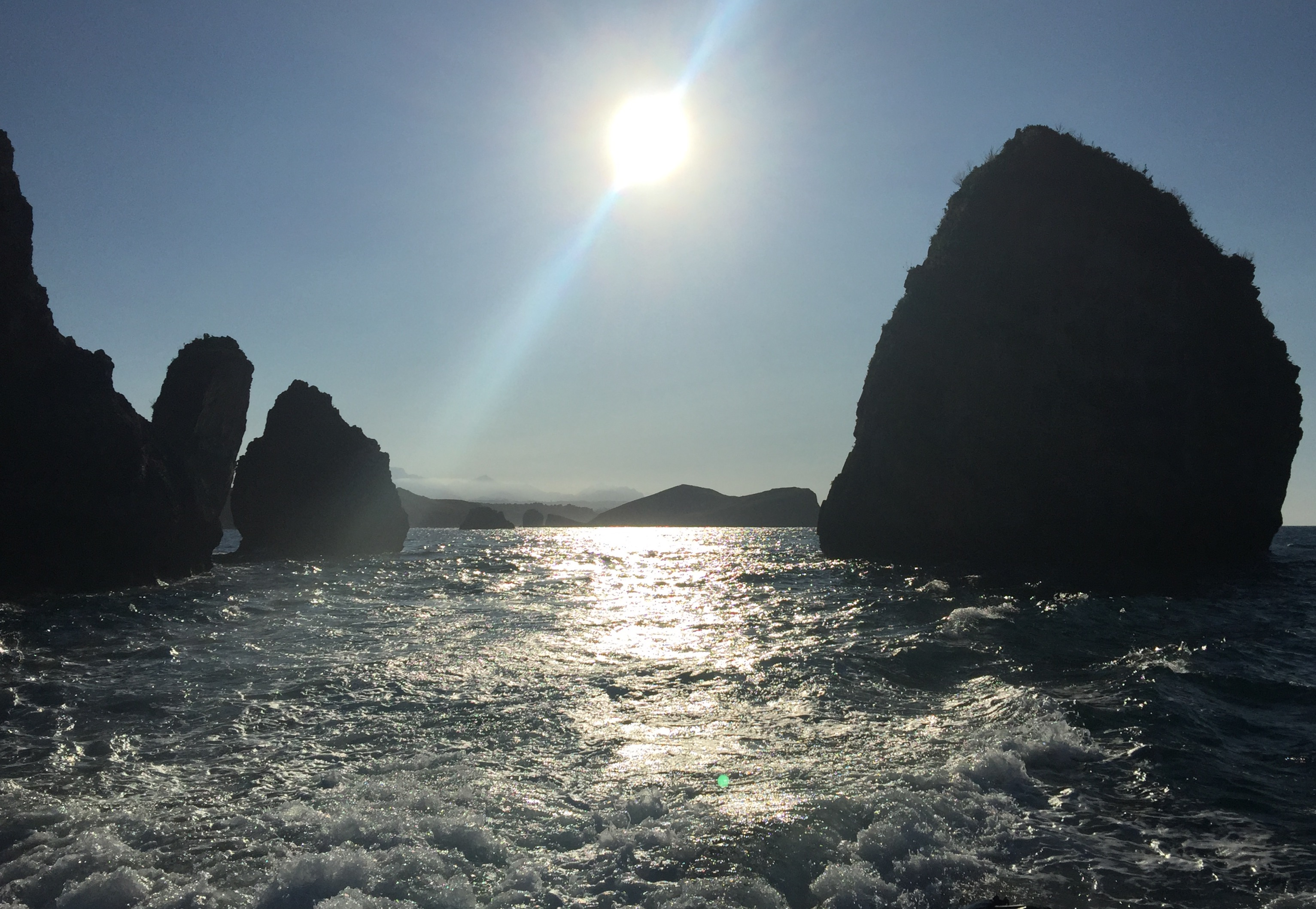